# مارغريت إيفانغيلين
مارغريت إيفانغيلين (بالإنجليزية: Margaret Evangeline)‏ هي رسامة أمريكية، ولدت في 1943 في باتون روج في الولايات المتحدة.

## وصلات خارجية
- الموقع الرسمي